# Миссия Петлина в Китай
Миссия Петлина — официальная дипломатическая поездка представителей России в Китай в 1618—1619 годах.

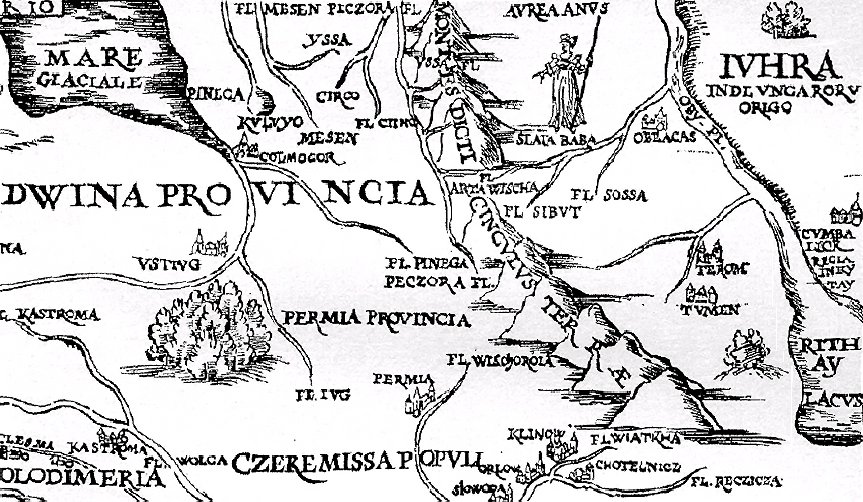
Как свидетельствует карта, опубликованная Сигизмундом Герберштейном в 1549 году после его поездок в Россию, в XV в. существовало мнение, что Обь вытекает из «озера Китай» (Kithay lacus), рядом с которым находится «царство Китай», со столицей в Ханбалыке. Эта картина воспроизводилась и на позднейших картах, напр. карта Азии Хондия (1610 г)

Путешествие было совершено по инициативе тобольского воеводы князя И. С. Куракина. Миссию из 12 человек возглавили томские казаки — Иван Петлин и Андрей Мундов. Петлин имел опыт дипломатической работы.
Миссии было поручено найти пути в Китай, собрать сведения о нём и соседних странах, а также установить истоки реки Обь. В Китае Иван Петлин должен был объявить, откуда прибыла миссия, и выяснить возможность установления дальнейших отношений России с Китаем.
Выехав из Томска 9 мая 1618 года вместе с послами монгольского «Алтына-царя» (Алтан-хана), миссия поднялась по долине Томи, пересекла Горную Шорию, перевалила Абаканский хребет, Западный Саян и проникла в Туву. Затем она пересекла верховья Кемчика (бассейн Енисея), перевалила несколько хребтов и 14 мая вышла к горному слабосолёному озеру Уурэг-Нуур. Повернув на восток и спустившись в степь, через три недели после выхода из Томска миссия прибыла к ставке монгольского хана у бессточного озера Усап (Убсу-Нур).
Отсюда путешественники двинулись на юго-восток, перевалили Хан-Хухэй — северо-западный отрог Хангайского хребта — и сам Хангай — и вдоль его южных склонов прошли около 800 км. У излучины реки Керулен повернули на юго-восток и пересекли пустыню Гоби. Не доходя Калгана, Петлин впервые увидел Великую Китайскую стену.
В конце августа миссия добралась до Пекина, где провела переговоры с представителями правительства династии Мин.
Из-за отсутствия подарков Петлин не был принят императором Чжу Ицзюнем, правившим под девизом «Ваньли» (кит. 萬曆 Wànlì), но получил его официальную грамоту на имя русского царя с разрешением русским вновь направлять посольства и торговать в Китае; что же касается дипломатических сношений, то их предлагалось вести путём переписки. Грамота десятки лет оставалась не переведенной, пока Н. Г. Спафарий не занялся её изучением, готовясь к своему посольству. Распространённое выражение «китайская грамота» касалось именно этого документа, который лежал в Посольском приказе, и содержание которого оставалось загадкой.
В дальнейшем Россия, занятая войнами с Польшей и Турцией, долгое время не возобновляла связей с Китаем. Тем не менее миссия И. Петлина имела немалое значение, а отчёт И. Петлина о поездке — «Роспись Китайскому государству и Лобинскому, и иным государствам, жилым и кочевным, и улусам, и великой Оби, и рекам и дорогам» — стал ценнейшим, наиболее полным со времён Марко Поло описанием Китая, содержащим сведения о сухопутном маршруте из Европы в Китай через Сибирь и Монголию. Уже в первой половине XVII века «Роспись» была переведена на многие европейские языки. Лучший список «Росписи» был выкраден из Посольского приказа (или же тайно куплен у вора) английским послом Джоном Мерриком. Сведения из этого экземпляра использовал Джон Мильтон в своём «Трактате о Московии».